# Ноулз, Нат
Натаниэл (Нат) Ноулз (англ. Nathaniel (Nat) Knowles; род. 29 октября 1948) — багамский боксёр. Участник летних Олимпийских игр 1972 года, серебряный призёр Центральноамериканских и Карибских игр 1974 года.

## Биография
Нат Ноулз родился 29 октября 1948 года.
В 1972 году вошёл в состав сборной Багамских Островов на летних Олимпийских играх в Мюнхене. В весовой категории до 75 кг в 1/16 финала победил дисквалифицированного Фаустино Киналеса из Венесуэлы, в 1/8 финала нокаутом проиграл Назифу Курану из Турции.
В 1974 году завоевал серебряную медаль Центральноамериканских и Карибских игр в Санто-Доминго в весе до 75 кг.